# Fractura de maluc
Una fractura de maluc és una ruptura òssia que es produeix a la part superior del fèmur (os de la cuixa), al coll femoral o (rarament) al cap femoral. Els símptomes poden incloure dolor al maluc, sobretot amb el moviment, i escurçament de la cama. Normalment la persona no pot caminar.
Una fractura de maluc sol ser una fractura del coll femoral. Aquestes fractures es produeixen més sovint com a resultat d'una caiguda. (Les fractures del cap femoral són un tipus rar de fractura de maluc que també pot ser el resultat d'una caiguda, però que són més freqüentment causades per accidents més violents com ara els de trànsit). Els factors de risc inclouen l'osteoporosi, la presa de molts medicaments, el consum d'alcohol i el càncer metastàtic. El diagnòstic generalment es fa mitjançant raigs X. De vegades, es pot requerir una ressonància magnètica, una TC i, ocasionalment, amb una gammagrafia òssia, per fer el diagnòstic.
El maneig del dolor pot implicar opioides o un bloqueig nerviós. Si la salut de la persona ho permet, generalment es recomana la cirurgia en dos dies. Les opcions de cirurgia poden incloure una reemplaçament total de maluc o l'estabilització de la fractura amb cargols. Es recomana tractament per prevenir els coàguls de sang després de la cirurgia.
Al voltant del 15% de les dones es trenquen el maluc en algun moment de la vida; les dones es veuen afectades amb més freqüència que els homes. Les fractures de maluc es tornen més freqüents amb l'edat. El risc de mort durant l'any següent a una fractura és d'aproximadament el 20% en les persones grans.